# Viña Tabalí
Viña Tabalí es una viña fundada por Guillermo Luksic en 1993.

## Historia
Tiene viñedos en el valle de Limarí y en el valle del Maipo, en varias altitudes, desde los 1600 m s. n. m. hasta unos que están a solo 12kms de la costa.
En 2007 adquieren la Viña Leyda.
En 2016 hicieron un joint venture con la familia francesa Tienot para crear la marca de espumante Tatié, la que utiliza el método champenais y de la cual Tabalí es dueña en un 70%.
Algunas de las marcas de la viña son Payén, Talinay, Talud (cabernet sauvignon), Pedregoso y Roca Madre.
Dentro de los reconocimientos a la marca, fue elegida la marca del año 2020 por "descorchados".
Además, el mejor vino tinto por primera vez fue elegido un Pinot noir, el Talinay Pinot Noir 2018. El vino syrah Sirka 2016 obtuvo el premio best in show 2020, mejor tinto 2020 y mejor vino Icono 2020 en el Cata d'Or 2020.

## Premios y reconocimientos
- Internacionales:
  - Incluida en el top 100 bodegas del año, en 2019 por la revista Wine & Spirits.[7]